# النعاثل
النعاثل؛ هو حي تاريخي من أحياء وسط الهفوف في محافظة الاحساء شرق السعودية، يحده من الشمال الكوت ومن الجنوب الرقيقة ومن الشرق الرفعة ومن الغرب السيفة. يطلق على الحي بين الأفراد القاطنين بهِ بـ نعاثل الأمل كونه يبعث الأمل في نفوسهم.

## التسمية
استمد حي النعاثل في الأحساء اسمه من اسم بطن من بطون عقيل تسمى (النعاثل) وهم أول من عمَّر الحي العريق الذي يقع في الزاوية الجنوبية الغربية من مدينة الهفوف.

## المعمار
تتميز عمارة الحي التاريخي بالمعمار العربي و وجود ممر بين المباني بما يسمى السباط و ملاقف الهواء في أعلى المباني لتبريد الهواء داخل المنزل. حيث تتميز تلك المنازل بزخارفها الجبسية في الروشة والمصباح، والمدخل الرئيسي الدهليز والذي يتمتع بالأبواب التقليدية الخشبية ومنحوت ومزخرف بزخرفة هندسية رائعة، وتتمتع تلك المنازل بالأقاسي والتي كانت مهمة في بيوت النعاثل. 
كما زخرفت المنازل الأثرية بالحي التاريخي بزخارف أحسائية تظهر مهارة الحرفي الأحسائي .  كما أوضح المرشد السياحي عبدالعزيز العمير أن منازل حي النعاثل تحوي أكثر من 100 نوع من النقوش الأحسائية وتعكس تنوعها حب إنسان الأحساء القديم لفنون الجمال و تابع حديثه :" النقوش الجصية مهمة جدًا في البناء المعماري الأحسائي فالأحساء بلد تراث وحضارة وآثار وهذا ما دفع الحرفي الأحسائي للاهتمام بهذه النقوش فهي تبعث الراحة النفسية وتعطي اتساعًا للموقع" . 

## معالم الحي

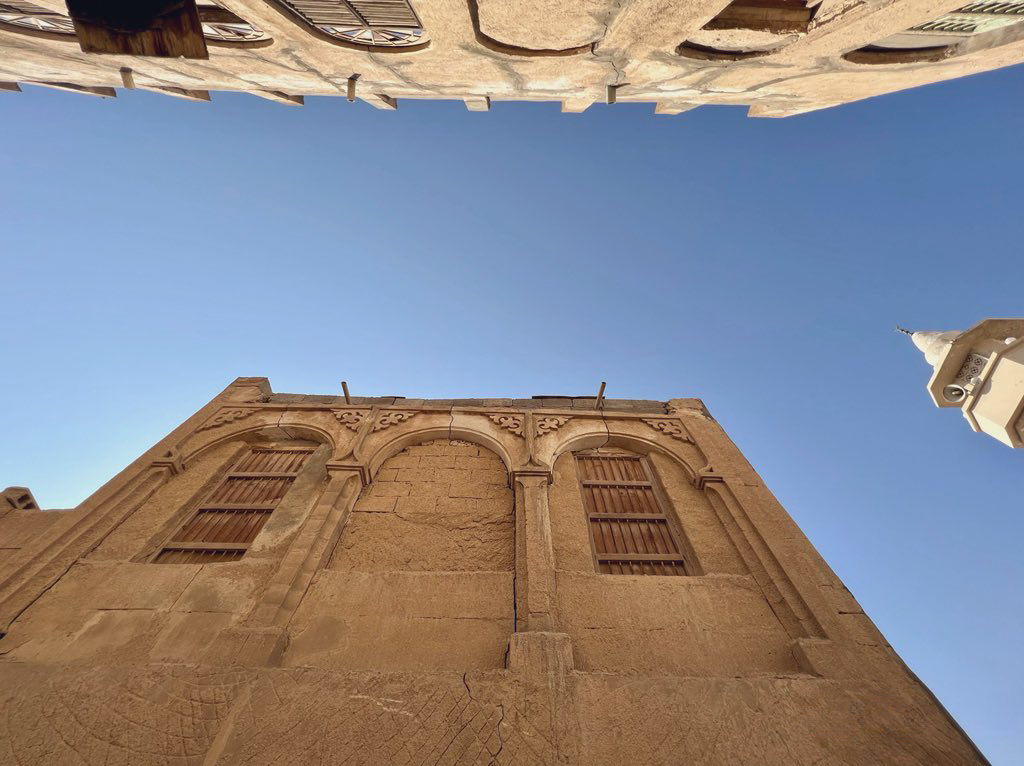
المنازل الأثرية في الحي

أسست أول مدرسة ابتدائية رسمية وهي مدرسة الهفوف الأولى وتم إنشاؤها سنة 1940م، ومن أشهر معالم النعاثل أول مدرسة نظامية في العهد السعودي حيث تم افتتاحها في الهفوف عام 1356هـ في عهد جلالة الملك عبدالعزيز، طيب الله ثراه، واتخذ مبناها مقرًا لحفظ وثائق الأحساء التعليمية وسجلاتها القديمة ليسهل على كل باحث الاطلاع عليها ومتابعة مسيرة التعليم النظامي منذ بدايته. التعليم المعاصر ومن معالم حي النعاثل مدرسة النجاح التي أسسها الشيخ حمد النعيم، رحمه الله، عام 1343هـ 

## حارات الحي
من أشهر الحارات في حي النعاثل حارة الملحم، حارة البدع وحارة الهدام، وبراحة الشعيبي وحارة الشطيب والسدرة والبقشة والعوينية والشرفية، والقصيبي وبراحة الخبيصي وبراحة النجاف والشطيب. 

## معرض الصور

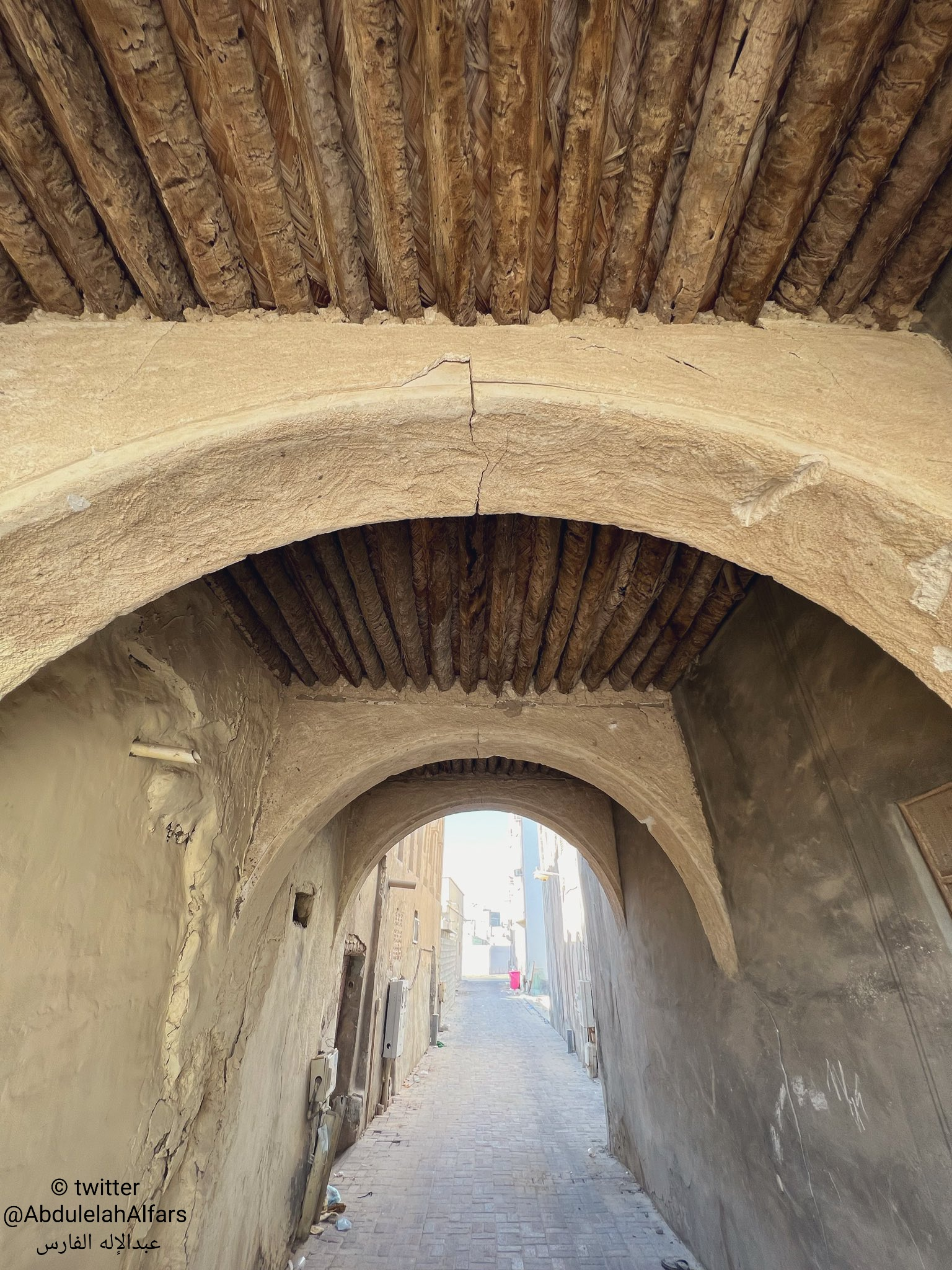